# Національні символи Албанії

Герб Албанії

Прапор Албанії

Національні символи Албанії — це символи Албанії, що є затверджені Конституцією Албанії або є її народними символами. До Національних символів Албанії належать Герб, Гімн та Прапор Республіки Албанія.

## Герб Албанії
Герб Албанії являє собою зображення чорного двоголового орла на червоному щиті. У верхній частині герба — шолом Скандербега (алб. Armët e Skënderbeut), національного героя Албанії.

## Гімн Албанії
Гімн Албанії був написаний Александром Асдрені у 1912 році. Автор музики до гімну Албанії — Чіпріан Порумбеску.
| Албанською Rreth flamurit të përbashkuar, Me një dëshirë dhe një qëllim, Të gjithë atje duke u betuar, Të lidhim besën për shpëtim. Prej lufte veç ai largohet, Që është lindur tradhëtor, Kush është burrë nuk frikohet, Po vdes, po vdes si një dëshmor. Në dorë armët do t'i mbajmë, Të mbrojmë Atdheun në çdo kënd, Të drejtat tona ne s'i ndajmë, Këtu armiqtë s'kanë vend. Se Zoti vet e tha me gojë, Që kombet shuhen përmbi dhé, Po Shqipëria do të rrojë, Për të, për të luftojmë ne. | Українською Об'єднаємося всі навколо стягу З одним бажанням і метою однією. Заставою послужить наше слово честі У нашій боротьбі за свободу. Лише зрадником рождений, Відречеться боротьби. Бо злякатись може кожний, Але мученик встане і піде! Тримаючи зброю в наших руках, Захистимо Батьківщину свою, Права здаватись у нас немає, Нашим ворогам не місце тут! Сам Господь сказав, Що націй на Землі не буде, Але Албанія буде жить, За неї, за Албанію ведемо ми війну! |

## Прапор Албанії
Згідно з Конституцією Албанії, Державний прапор Республіки Албанія містить у центрі зображення двоголового чорного орла з розправленими крилами на червоному тлі відповідно до традиції нинішнього століття. Червоний колір прапора — символ крові албанських патріотів, пролитої ними під час багатовікової боротьби проти турецьких загарбників.

## Неофіційні символи
До неофіційних національних символів Албанії належать народні символи:
- Скандербег, національний герой;
- Елементи національного вбрання: кече, фустанелла та опінга.

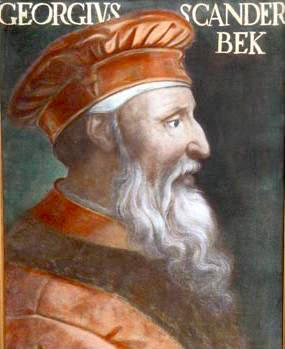
Скандербег, національний герой Албанії
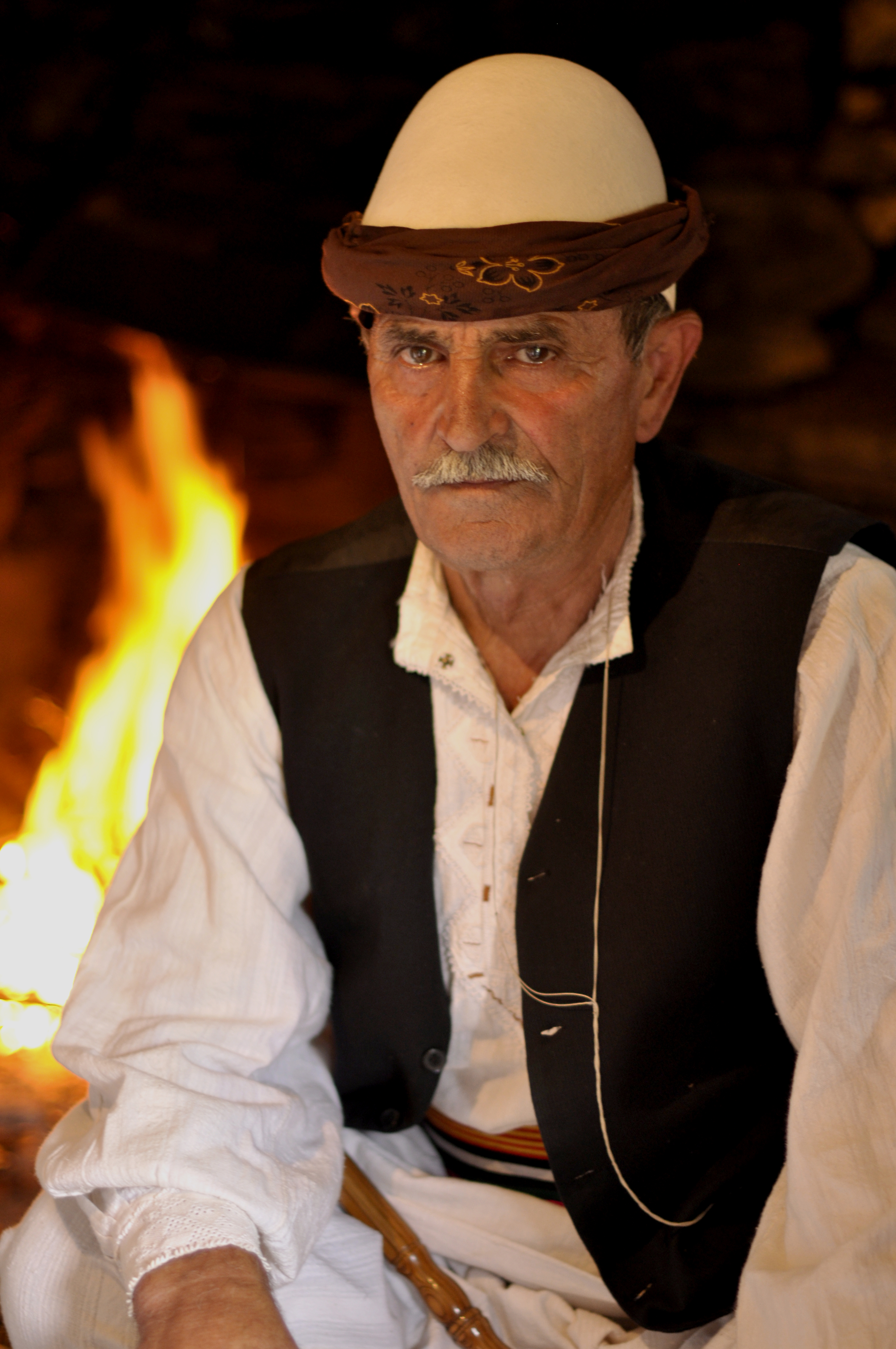
Чоловік, вдягнений у кече
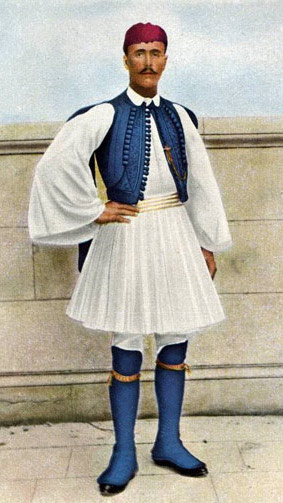
Грецький олімпійський чемпіон Спиридон Луїс, вдягнений у фустанеллу
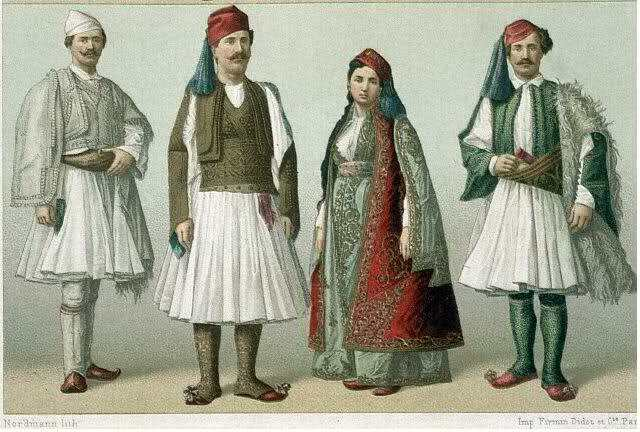
Група людей, одягнених в опінгу